# Maria Dzierżanowska

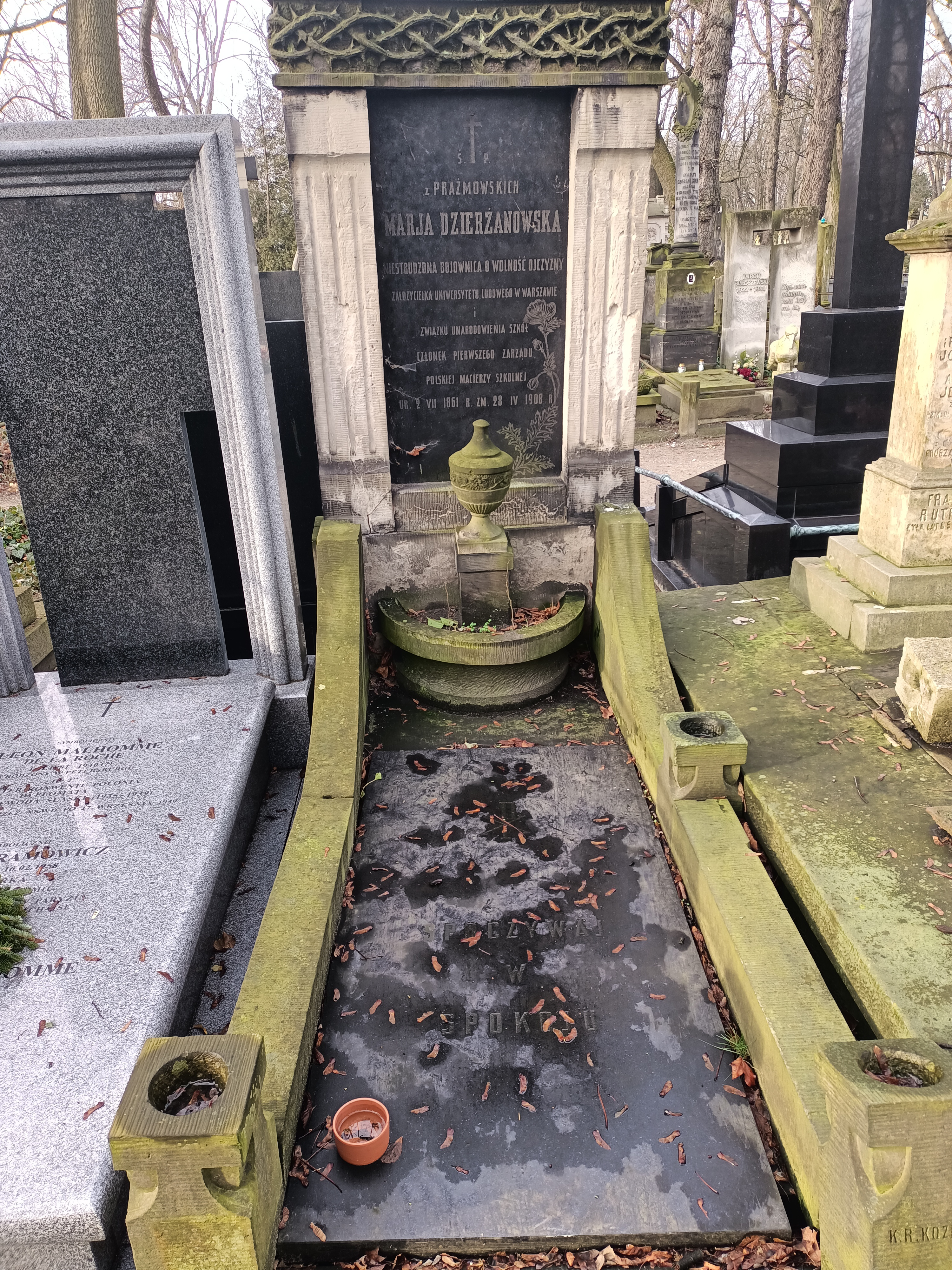
Grób Marii Dzierżanowskiej na cmentarzu Powązkowskim

Maria Dzierżanowska, właśc. Elżbieta Tekla Prażmowska (ur. 2 lipca 1861 na Wołyniu, zm. 28 kwietnia 1908 w Warszawie) – polska nauczycielka i działaczka oświatowa. Założycielka tajnego Uniwersytetu Ludowego w Warszawie. Współorganizatorka Polskiej Macierzy Szkolnej. Kierowniczka Związku Unarodowienia Szkół.

## Życiorys
Urodziła się na Wołyniu jako córka Franciszka i Teresy z Wysockich. Wykształcenie odebrała w Warszawie, na pensji Izabeli Smolikowskiej. Pracę zawodową rozpoczęła od prowadzenia pensji żeńskiej w Lublinie. W 1883 poślubiła Stanisława Dzierżanowskiego. Po wyjściu za mąż przeniosła się do Warszawy, gdzie utrzymywała rodzinę, dając prywatne lekcje i współpracując z innymi nauczycielkami nad wydawnictwami pedagogicznymi. Jej zainteresowanie polityką, a także udział w tzw. procesie odeskim sprawiły, że w 1894 r. została aresztowana i skazana na 3-letni pobyt w Rydze.
Po powrocie do kraju wstąpiła w szeregi Ligi Narodowej i z jej ramienia stworzyła tajny Uniwersytet Ludowy dla młodzieży robotniczej i rzemieślniczej Warszawy, prowadziła w nim także wykłady. W 1905 r. czynnie poparła strajk młodzieży szkolnej. Wówczas to Liga Narodowa powołała do życia Związek Unarodowienia Szkół, w którym Dzierżanowska obok Aleksandra Zawadzkiego pełniła funkcję kierowniczą. Należała do grona członków założycieli Stowarzyszenia Nauczycielstwa Polskiego. Była organizatorką wieców, które odbywały się w Warszawie, a których celem było zachęcanie słuchaczy do tworzenia organizacji mających pomóc młodzieży w walce o polską szkołę. 
Od 1906 r. była członkinią Zarządu Głównego Polskiej Macierzy Szkolnej. W tym samym roku została członkinią powołanego przez Macierz koła zwanego Uniwersytetem Ludowym, które prowadziło wykłady popularne wśród robotników i rzemieślników w Warszawie. W 1907 r. została wydalona przez władze rosyjskie z Królestwa Polskiego za nieprzychylne stanowisko w sprawie języka rosyjskiego (po czterech miesiącach uzyskała pozwolenie powrotu). Była członkinią rzeczywistą Towarzystwa Badań nad Dziećmi. Publikowała podręczniki szkolne, głównie do nauczania języka polskiego i historii ojczystej. Zmarła w Warszawie. Pochowana na Starych Powązkach (kwatera 162-5-9).